# Audea bipunctata
Audea bipunctata är en fjärilsart som beskrevs av Saalmüller. Audea bipunctata ingår i släktet Audea och familjen nattflyn. Inga underarter finns listade i Catalogue of Life.